# Narin
Narin je naselje u slovenskoj Općini Pivki. Narin se nalazi u pokrajini Notranjskoj i statističkoj regiji Notranjsko-kraškoj. 

## Stanovništvo
Prema popisu stanovništva iz 2002. godine naselje je imalo 220 stanovnika.